# فاوستو ماتا ماتا
فاوستو ماتا ماتا هو ممثل دومينيكاني، ولد في 13 أكتوبر 1971 بسانتو دومينغو في جمهورية الدومينيكان.

## وصلات خارجية
- فاوستو ماتا ماتا على موقع IMDb (الإنجليزية)
- فاوستو ماتا ماتا على موقع قاعدة بيانات الفيلم (الإنجليزية)